# Адам (ім'я)

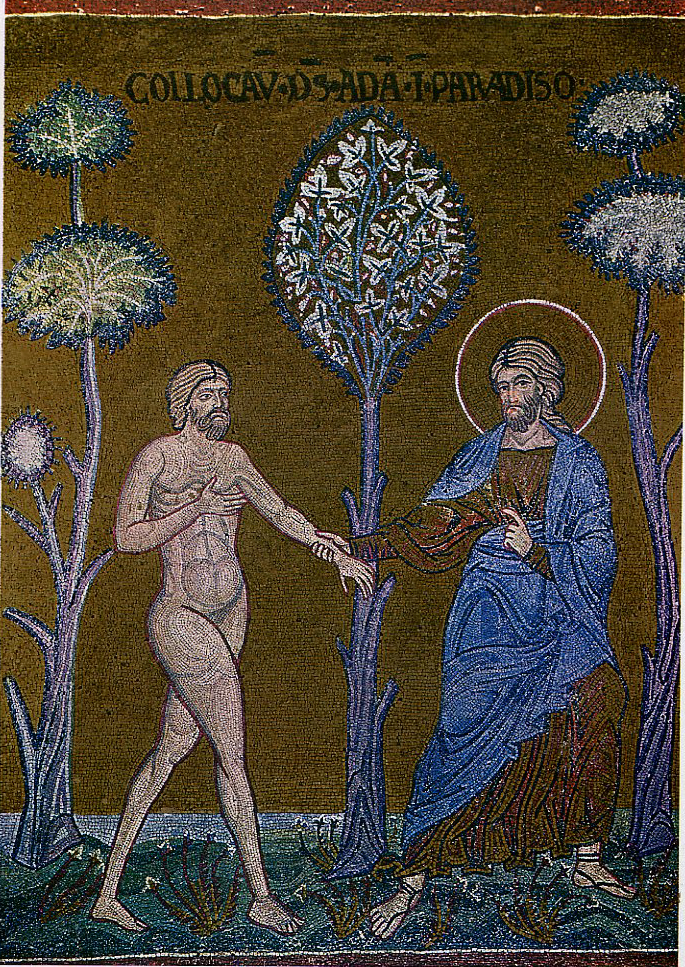
Адам, ведений Богом, входить у Рай

Ада́м (івр. אָדָם, досл. людина; однокорінне зі словами івр. אדמה, земля та אדום, червоний; грец. Ἀδάμ, араб. آدم) — українське чоловіче ім'я біблійного походження від імені святого праотця Адама, першолюдини. Від цього імені пішли прізвища: Адамов, Адамчиков, Адаменко, Адаменков, Адамченко, Адамченков, Адамчук, Адамчуков, Адамець, Адамцев, Адамів, Адамцевич, Адамович, Адамський, Адамовський, Адамчевський, Адамі, Адамс, Адамсон.

## Відомі носії
- Праотець Адам — першолюдина, створена Богом за подобою Божою (див. Книга Буття)
- Святий Адам Саксонський († 1210) — середньовічний німецький святий і чудотворець
- Святий Адам Раітський — ранньо-християнський святий, один з 38 мучеників з Раїти (Сінаю)
- Святий Адам з Фермо († 1210, монастир Святої Сабіни, Італія) — середньовічний італійський святий, монах пустельник
- Адам Минович Бабій (1897—1937) — український диригент, музикознавець.
- Адам Олександр Сангушко — воєвода волинський, у 1636 робив заходи для з'єднання Укр. Правос. Церкви з Кат. і був посередником між папою Урбаном VIII і митр. П. Могилою;
- Адам Васильович Чикал (1947 —2020) — український політик
- Адам Коцко (1882—1910) — студентський діяч, борець за український університет у Львові
- Адам Кисіль (1600—1653) — політичний і державний діяч, останній православний сенатор Речі Посполитої.
- Адам Чарноцький — польський археолог, етнограф і фольклорист, один із засновників української фольклористики.
- Адам Міцкевич (нар. 24 грудня 1798 — пом. 26 листопада 1855) — один із найвидатніших польських поетів, засновник польського романтизму, діяч національно-визвольного руху.
- Адам Сміт (*5 червня 1723 Керкколд, Шотландія — †17 липня 1790) Единбург, Шотландія) — шотландський економіст і філософ-етик; засновник сучасної економічної теорії.
- Адам Річард Сендлер (нар. 1966) — американський комік, актор, музикант, сценарист і кінопродюсер.
- Адам Рамзанович Кадиров (нар. 2007) — син голови Чечні Рамзана Кадирова та його дружини Мідні Кадирової (до шлюбу Айдамірової), молодший брат Ахмата Рамзановича Кадирова, онук першого президента Чеченської Республіки в складі Росії Ахмата Абдулхамидовича Кадирова.
- Адам Султанович Делімханов (нар. 1969) — російський політик. За національністю — чеченець.
- Адам Різе (1492—1559) — німецький математик.